# 刘盛璜
刘盛璜（1938年—），江苏滨海县人，国家一级注册建筑师，同济大学建筑系教授，前同济大学建筑环境工效学研究室主任，人体工程学专家，近年来在风水上有较多研究，著有《人体工程学与室内设计》、《欧洲商业建筑装修图集》等专著；较著名的建筑设计有：唐山抗震纪念馆、唐山中学体育馆、淮安中学新校区等。